# Форо
Форо (тигринья ፎሮ) — город в Эритрее, в провинции Сэмиэн-Кэй-Бахри.

## Описание
Небольшой городок у побережья возник в месте слияния трёх рек Хаддас, Алигиде и Комайле. В 1960-е годы на этой аллювиальной равнине активно развивалось сельское хозяйство.
Примерно в 6 километрах к востоку находятся руины аксумского города Адулиса.